# Steinberg bei Wesseln
Der Steinberg bei Wesseln ist ein Naturschutzgebiet in der niedersächsischen Stadt Bad Salzdetfurth im Landkreis Hildesheim.

## Allgemeines
Das Naturschutzgebiet mit dem Kennzeichen NSG HA 074 ist circa 16 Hektar groß. Es ist deckungsgleich mit dem gleichnamigen FFH-Gebiet. Das Gebiet steht seit dem 23. August 2007 unter Naturschutz. Es ersetzt das zum 12. Juli 1984 ausgewiesene, ehemalige Naturschutzgebiet gleichen Namens, das nach Südosten erweitert wurde. Zuständige untere Naturschutzbehörde ist der Landkreis Hildesheim.

## Beschreibung
Das nördlich von Bad Salzdetfurth und westlich des Ortsteils Wesseln liegende Naturschutzgebiet stellt den mäßig steilen bis steilen Südhang des aus Muschelkalk aufgebautem Steinberges, einem Höhenrücken im Osten des Tosmarberges, unter Schutz. Der leicht erwärmbare Kalkverwitterungsboden ist mit Halbtrockenrasen und Gebüschen bedeckt. Die Halbtrockenrasen werden beweidet. Daneben sind in das Naturschutzgebiet kleine Waldstücke und insbesondere im östlichen Bereich auch Grünlandflächen einbezogen.
Im Naturschutzgebiet ist eine große Zahl seltener, an trockenwarme Standorte angepasste, Pflanzen-, Schnecken- und Insektenarten zu finden.